# Spaltsegmentblende

Spaltsegmentblende an einem Dreamagon-Kameraobjektiv

Eine Spaltsegmentblende ist eine Bauform einer Blende, die in fotografischen Objektiven zum Einsatz kommt. Sie zeichnet sich dadurch aus, dass die Blendenöffnung aus mehreren Kreissektoren besteht. Das Abblenden erfolgt bei diesem Blendentyp, indem zwei hintereinander liegende Blendenscheiben gleichen Aufbaus gegeneinander verdreht werden.